# Fancheng (Xiangyang)
Fancheng (chiń. upr. 樊城区; chiń. trad. 樊城區; pinyin Fánchéng Qū) – dzielnica w środkowej części prefektury miejskiej Xiangyang w prowincji Hubei w Chińskiej Republice Ludowej. Według danych z 2010 roku, liczba mieszkańców dzielnicy wynosiła 821531.